# Leucothea
Genre
Synonymes
- Alcinoe Della Chiaje, 1841[2]
- Chiaja Lesson, 1843[2]

Leucothea est un genre de cténophores de la famille des Leucotheidae .

## Liste des espèces
Selon World Register of Marine Species (18 juillet 2020) :
- Leucothea filmersankeyi Gershwin, Zeidler & Davie, 2010
- Leucothea grandiformis Agassiz & Mayer, 1902
- Leucothea harmata
- Leucothea japonica Komai, 1918
- Leucothea multicornis (Quoy & Gaimard, 1824)
- Leucothea ochracea Mayer, 1912
- Leucothea pulchra Matsumoto, 1988

## Publication originale
- H. Mertens, « Beobachtungen und Untersuchungen über die Beroeartigen Akalephen », Mémoires de l'Académie impériale des Sciences de Saint-Pétersbourg. Sixième Série. Sciences mathématiques, physiques et naturelles, vol. 2,‎ 1833, p. 479-543 (ISSN 1560-005X, lire en ligne).